# Klaus Adam
Klaus Adam (Jena, 12 maggio 1942) è un ex cestista tedesco.

## Carriera
Con la Germania Est ha disputato i Campionati europei del 1965.